# موسوعة حلب المقارنة
موسوعة حلب المقارنة موسوعة من سبعةِ مجلداتٍ من الحجم الكبير من تأليف خير الدين الأسدي، جمع المؤلف فيها كل ما يتصل بلهجة حلب المحلية

## لمحة
جمع المؤلف كل ما يتصل بلهجة حلب المحلية، بدءًا من التشبيهات والاستعارات والكنايات والمجازات وغيرها من وسائل التعبير. كما قام بتوثيق معتقدات وخرافات أهل حلب، وجمع الحكايات والأساطير التي تُحكى في تلك المنطقة. كما شملت الموسوعة أيضًا الشعر والأناشيد والأغاني التي يرددها سكان حلب. لم يتوقف المؤلف عند ذلك، بل شمل أيضًا الزي المحلي وعادات الطهي وما يتعلق بالبيئة المحيطة بمدينة حلب، بما في ذلك البوادي والقرى المجاورة. ولم يغفل ذكر أحياء حلب وبعض الأسر المعروفة فيها. كل هذه المعلومات عُرضت بأسلوب متقن وشامل تجعل المؤلف يظهر وكأنه عالم محقق وباحث مجتهد.
اتّبع الأسدي المذهب الذي انتهجه الأعلام اللغويين من إيداعِ معاجمِهم كلّ ما وصل أسماعَهم من مفردات. يقول«الأسدي» في هذا الشأن:
| موسوعة حلب المقارنة | لن ينتظر قارئُ موسوعتي.. أن أمتدحَ بلدي وأُسندَ لها ما لا يُقرّه الواقع فأنا جهازُ التصوير... أصوّر القصر والكوخ كما هما عليه.... | موسوعة حلب المقارنة |

ويتابع الأسدي قوله في تقديم الموسوعة:
| موسوعة حلب المقارنة | كتابي يعتزّ أن يُعلن أن ليس لمدينةٍ في العالم وفي أوروبا ولا غيرها كتابٌ حافلٌ بكلّ أواصره الدقيقة ككتابي .... | موسوعة حلب المقارنة |

أُحصيَت الموسوعة في سبعةِ مجلداتٍ من الحجم الكبير، ولها من الفهارس الملحقة بِها ما يوازيها حجماً، وقد ضمَّ حوالي الخمسين ألف كلمةٍ حلبيةٍ دارجة، وأكثر من عشرة آلاف مثَل، عدا سائر الكلمات، وكانت مصادر ومراجع الموسوعة تقدّر بـ 300 مصدر.